# Boet (filòsof estoic)
Boet   (Sidó, 200 aC - valor desconegut) (en llatí Boethus, en grec Βοηθός) va ser un filòsof estoic grec.
Va viure probablement una mica abans que Crisip de Soli i era autor de diverses obres entre les quals una titulada περὶφυσεως, de la qual Diògenes Laerci cita la seva opinió sobre l'essència de déu, i una altra titulada περὶεἱμαρμένης, que també cita Diògenes Laerci i en menciona l'onzè llibre. Ciceró segurament fa referència a aquesta darrera obra en el seu tractat De divinatione. És possible que aquest Boeci sigui també el que menciona Plutarc.